# 那賀川町大京原
那賀川町大京原（なかがわちょうだいきょうばら）は、徳島県阿南市の大字。2010年10月1日現在の人口は639人、世帯数は255世帯。郵便番号は〒779-1233。

## 地理
阿南市の北部に位置。東流する那賀川によって南部は南北に分断される。南は横見町、西は那賀川町西原、北は那賀川町古津に接する。
北部の熊氏地区を中心に稲作中心の農業地帯であるが、那賀川南詰並びに北詰西方付近には小商店街・住宅地が並ぶ。

## 歴史
2006年（平成18年）3月20日に那賀郡那賀川町が阿南市と合併し、阿南市那賀川町大京原になる。

## 施設
- 山神神社
- 天神社
- 宮神社

## 交通

### 鉄道
四国旅客鉄道（JR四国）牟岐線が通り、西原駅が設置されている。

### 道路
都道府県道
- 徳島県道27号阿南那賀川線
- 徳島県道128号阿南羽ノ浦線
- 徳島県道141号大林那賀川阿南線
- 徳島県道191号富岡港南島線
- 徳島県道273号大京原今津浦和田津線
- 徳島県道277号中島古庄線

### 路線バス
- 大京原橋南
- 大京原橋北
- 西原駅